# Kate Beckett
Pour les articles homonymes, voir Beckett.
Katherine Houghton « Kate » Beckett est un personnage de fiction créé par Andrew W. Marlowe. Lieutenant puis capitaine de police à New York, elle est la protagoniste féminine principale de la série télévisée américaine Castle (2009-2016). Elle mène ses enquêtes en compagnie de l'écrivain Richard "Rick" Castle, dont elle devient l'épouse. Elle est interprétée par Stana Katic.

## Biographie

### Enfance et jeunesse
Fille de Jim et Johanna Beckett, Kate Beckett est née un 17 novembre , probablement en 1979 .
Beckett est une pure « manhattanite » : elle est née et a grandi à Manhattan (épisode 1-01). D'une famille de la classe moyenne (ses deux parents sont juristes), elle a été une élève de l'enseignement public (tandis que Rick Castle, de son côté, a été renvoyé de nombreuses écoles privées huppées de New York pour indiscipline). Kate a suivi les cours de la Stuyvesant High School, un lycée public très réputé de Manhattan.
Le père de Kate révèle à Castle, dans l'épisode 3-24, que petite fille, Kate se faisait déjà un point d'honneur de ne pas céder à la peur. 
À plusieurs reprises, Beckett avoue elle-même qu'elle a été une adolescente rebelle et délurée (voir par exemple l'épisode 3-03, où les adolescences de Kate Beckett et d'Alexis Castle sont mises en parallèle). Elle a eu aussi une période gothique, vers ses 18 ans. 
Elle possède, depuis sa jeunesse, une moto Harley Softail 1994, qu'elle s'est payée en travaillant pour cela pendant ses années de lycée . Entre autres petits boulots, elle a été mannequin de catalogue pendant un été, à l'âge de 17 ans, parce qu'elle pensait que ce serait plus facile que de travailler comme serveuse. Elle prétend à Castle dans l'épisode 4-05 qu'elle a posé totalement nue pour un cours de dessin, quand elle était bachelière.
Kate a dix-neuf ans et demi en janvier 1999 au moment de l'assassinat de sa mère, Johanna Beckett (tuée, elle ne le découvrira que tardivement, sur ordre du sénateur Bracken). Elle-même était à ce moment-là inscrite comme étudiante en droit à Stanford en Californie, avec l'ambition de travailler à la Cour suprême et même d'en devenir la première femme présidente ; mais le soir du meurtre, elle était à New York et devait dîner avec ses parents.
C'est ce meurtre choquant et non résolu de sa mère qui motivera avant tout l'engagement de Kate dans la police. Mais dans l'épisode 4-20, elle dit à propos de son métier : « Je suppose que c'était simplement ma vocation. ». 

Kate porte désormais en pendentif la bague de fiançailles de sa mère (pour la vie qu'on lui a volée, « for the life I've lost » en VO) et au poignet la montre de son père (pour la vie qu'elle a contribué à sauver, « for the life I've saved ») ; il était en effet devenu alcoolique après le meurtre de sa femme, et sa fille a réussi à lui faire remonter la pente.

### Carrière dans la police
À l'Académie de Police du NYPD, Kate Beckett se montre une élève extrêmement brillante, qui accumule les premières places et les records.
À sa sortie de l'Académie, elle a eu comme officier instructeur Mike Royce, qu'elle vénérait, mais qui tournera mal, et qui, dans l'épisode 3-03, trahit sa confiance : elle n'hésite pas alors à le mettre sous les verrous, malgré son chagrin. (Royce sera assassiné au début de l'épisode 3-22.)
Après ses débuts comme policière en patrouille (relatés en 3-24), plusieurs indices laissent à penser qu'elle a travaillé aux Mœurs, avant de passer à la Criminelle.
Dès ses débuts comme « rookie », Kate essaie de résoudre le meurtre de sa mère, encouragé par Royce. Un jour (évoqué en 3-24), alors qu'elle fouille sans autorisation dans le dossier de l'affaire, elle est surprise par le capitaine Montgomery ; et ce dernier, frappé par la ténacité de la jeune policière, — et se sentant de plus en partie coupable dans la mort de Johanna Beckett et voyant là une occasion de rédemption —, comprend quelle ferait une excellente enquêtrice à la criminelle, et la prend sous son aile. Mais Beckett, brisée par trois années de recherches obstinées et infructueuses, doit suivre une thérapie, qui durera une année, et au bout de laquelle elle parviendra à "lâcher prise". Elle se décrit elle-même à cette période comme une « noyée » et compare son obsession de résoudre l'affaire à « de l'alcoolisme. »
Ses capacités lui permettent néanmoins de monter rapidement en grade ; et selon les dires de la capitaine Victoria Gates dans l'épisode 4-01, Beckett est la femme la plus jeune à avoir atteint le grade de lieutenant (« Detective ») au NYPD, battant de six semaines le record de Gates elle-même.
Au moment où la série débute, Kate Beckett a trente ans et elle est depuis quelques années lieutenant de police chef d'équipe (« senior Detective » ou « lead Detective », c'est-à-dire directrice d'enquête) à la criminelle du 12th precinct (poste de police n° 12) à Manhattan, avec sous ses ordres deux autres lieutenants, Kevin Ryan et Javier Esposito. Tous sont sous l'autorité du capitaine Roy Montgomery, lequel déclare à plusieurs reprises que Beckett a été son meilleur enquêteur. 
Lors de sa rencontre avec l'écrivain Richard Castle (épisode pilote 1-01), Beckett l'interroge sur une série de meurtres qui imitent ses romans policiers. Piqué par la curiosité, Castle propose son aide au supérieur de Beckett, le capitaine Montgomery. Kate, agacée par la personnalité fantasque de l'écrivain, semble ne lui montrer aucun signe d'intérêt, mais elle a en réalité lu tous ses romans, car c'est aussi l'une de ses plus grandes fans. L'affaire résolue, Castle obtient de son ami le maire de New York l'autorisation de participer, en tant que consultant, aux enquêtes suivantes de l'équipe de Beckett. Il est en effet immédiatement fasciné par la personnalité de la jeune femme, et désire s'inspirer d'elle pour créer l'héroïne d'une nouvelle série de romans policiers : Nikki Hard (Nikki Heat en VO). Ils résolvent ainsi ensemble de nombreuses affaires épineuses. Aussi vive d'esprit que Castle, mais moins imaginative et plus rationnelle, Beckett arrive souvent aux mêmes conclusions que lui par des voies opposées.
Les deux protagonistes se sauvent la vie mutuellement à de nombreuses reprises en interventions. À la fin de l'épisode 4-07, Castle fait le décompte de neuf sauvetages de sa part, contre huit pour Beckett.
Contre l'avis de Kate, Castle décide de faire des recherches sur le meurtre de Johanna Beckett. Il réussit à découvrir de nouveaux éléments, mais elle lui en veut d'avoir ressuscité cette affaire douloureuse, et lui demande d'arrêter sa collaboration avec la police. Castle finit néanmoins par se faire pardonner. Dans la saison 2, Kate est confrontée directement à l'assassin de sa mère, grâce aux découvertes précédentes de Castle, qui permettent de relier cette ancienne affaire à leur enquête en cours. Cependant, cet homme n'est qu'un intermédiaire, un professionnel engagé par des gens très puissants. Kate doit l'abattre avant d'avoir pu le faire parler, car il était sur le point de tuer l'écrivain. À la fin de la saison 3, le commanditaire du meurtre de Johanna Beckett utilise les services d'un sniper pour éliminer Kate, mais il ne réussit qu'à la blesser grièvement. Au début de la saison 5, le sniper meurt et l'on apprend que le commanditaire était le sénateur Bracken. Kate bluffe et lui fait croire qu'elle a des preuves contre lui, et échange son silence contre une garantie de sa survie et de celle de ses proches.
Pendant la saison 6, Beckett travaille brièvement comme agent spécial du ministère de la Justice à Washington, mais est limogée pour n'avoir pas voulu faire silence sur un déni de justice. Elle retourne alors au 12th precinct à Manhattan, toujours comme « lead Detective ».
Quand débute la saison 8, Kate Beckett, qui avait réussi le concours de capitaine à la fin de la saison 7, vient d'être promue à ce poste, et dirige maintenant le 12th precinct. Cette dernière saison voit le rebondissement de l'affaire Bracken, qui s'avère n'être qu'une partie seulement d'une tentaculaire conspiration. Les personnes qui en sont à l'origine ne seront identifiées et mises hors d'état de nuire que dans l'ultime épisode de la série (8-22).
Des forces politiques ont proposé à Beckett à la fin de la saison 7 d'être candidate au Sénat, mais la série s'achève sans que l'on sache si une telle carrière sera effective ; en tout état de cause, « l'homme venu du futur » dans l'épisode 6-05 avait annoncé qu'elle deviendrait un jour sénatrice.

## Caractère
Beckett apparaît au premier abord essentiellement comme une « dure-à-cuire » : acharnée au travail, ambitieuse, peu expansive, non impressionnable, méthodique (elle est même qualifiée de « Control freak » dans l'épisode 1-01 par son subordonné Esposito), meneuse d'hommes, elle fait l'admiration de ses collègues, subordonnés comme supérieurs. 
Elle est sportive, et elle nous est montrée à plusieurs reprises s'entraînant, notamment au kick-boxing. En intervention, elle fait preuve de grandes capacités, que ce soit au tir ou en combat à mains nues, mais toujours en tâchant de respecter les procédures. On apprend aussi qu'elle est capable de boire beaucoup d'alcool sans s'enivrer, et cette capacité lui sauvera d'ailleurs la vie dans l’épisode 6-22.
Outre la moto, Beckett apprécie les voitures de sport, les connaît parfaitement (elle sait décrire de mémoire et en détail la motorisation d'une Pontiac GTO 1967 dans l'épisode 4-15), et elle se révèle capable de conduire à vive allure la Ferrari de Castle dans les rues de New York, comme le montre une scène de l'épisode 3-14.
Elle est également fan de baseball, et va assister à des matchs de ce sport avec son père depuis qu'elle a 3 ans.
Kate Beckett est rationnelle, et même foncièrement sceptique, en quoi elle s'oppose à Castle. Elle sera d'ailleurs décrite par ce dernier comme une « jeune femme sceptique » dans l'épisode 5-17, où l'âme d'un tueur en série décédé est censée revenir tuer ses ennemis… Et il la surnomme « Skepticus maximus » dans l'épisode 4-06, à propos de la croyance aux fantômes. Plusieurs épisodes ont d'ailleurs un scénario essentiellement basé sur cette opposition de caractère des deux protagonistes face aux évènements d'apparence fantastique ou surnaturelle : 3-02 (la voyance), 3-09 (les extraterrestres), 4-02 (les super-héros), 4-06 (la chasse aux fantômes), 4-22 (les zombies), etc. (Dans un seul épisode, le 6-05, le rationalisme de Beckett est montré vacillant : face au paradoxe temporel inextricable qui clôt l'épisode, il lui est impossible d'obtenir une explication factuelle ; Castle, lui, n'est pas témoin de ce paradoxe, ce qui lui permet, contrairement à son penchant habituel, de se montrer amusé mais plutôt sceptique face aux évènements. On peut voir dans ce renversement de perspectives un symbole de l’approfondissement de leur relation intime … )

Dans le même esprit, Beckett ne se fait guère d'illusions sur la nature humaine et la violence du monde : ainsi, elle admire les contes des frères Grimm, parce qu'ils « n'édulcorent pas les choses » (épisode 4-17), et, dans le même épisode, qualifie de « conte de fée » l'affirmation d'Esposito que le bonheur découle de l'honnêteté.
Kate est fière de ses compétences, et, dans l'épisode 3-22, lorsqu'un suspect a percé à jour sa couverture, plus encore que de son échec, elle est furieuse qu'il l'ait qualifiée ironiquement d'inexpérimentée.
Néanmoins, le personnage n'est pas caractérisé de façon unilatérale :
Élégante, éduquée, spirituelle, Beckett a un sens aigu du sous-entendu ironique, dont Castle fait très souvent les frais (notamment dans les trois premières saisons).
Assoiffée de justice comme sa mère, elle fait preuve envers les proches des victimes d'une empathie et d'un tact évidents et d'ailleurs soulignés par ses collègues ; de même, Castle lui dit (ép. 4-01) qu'elle est « celle qui honore les victimes ».
Beckett est toutefois capable de mentir : non seulement souvent aux suspects qu'elle interroge, non seulement pour plaisanter, mais aussi sur des sujets graves ; et certains des rebondissements scénaristiques majeurs de la série sont la conséquence de des dissimulations de la jeune femme (c'est le thème principal de la saison 4, notamment). Ces mensonges reposent en grande partie sur une fragilité émotionnelle, qui est la conséquence de la perte violente de sa mère mais qui reste masquée aux regards des autres par sa solidité professionnelle et son courage physique : cette panique d'être à nouveau abandonnée après la perte de sa mère, qui lui fait repousser sans cesse le moment d'admettre une fois pour toutes que Castle est l'homme de sa vie, est un ressort essentiel de la série.
Beckett est présentée comme une femme cultivée : outre les œuvres de Castle, dont elle était déjà une grande fan avant même de le rencontrer, elle lit aussi la prestigieuse New York Review of Books (ce qui provoque l'étonnement admiratif de Castle, épisode 1-07) et des pièces de théâtre (1-10). Elle est capable de citer par cœur et à l'improviste un vers de la poétesse Ella Wheeler Wilcox (4-19). Elle admire les œuvres de Frank Miller (2-06) mais aussi Dare Devil, Batman, les Avengers, et particulièrement le personnage d'Elektra « pour ses capacités de ninja » (4-02). On sait d'après l'épisode 3-08 qu'elle connaît la nouvelle Flamme d'Argent (Silver Blaze) d'Arthur Conan Doyle mettant en scène Sherlock Holmes.
Résultat d'un semestre d'étude à Kiev, Beckett parle très bien le russe, au point de pouvoir se faire passer pour Moscovite dans les bars de « Little Odessa » (c'est-à-dire Brighton Beach, le quartier russe de New York), ce qu'elle s'amuse à faire quand elle s'ennuie. Elle a également étudié le français au lycée.
Dans l'épisode 5-20, Kate révèle qu'elle admire particulièrement la musique de John Coltrane. Elle-même joue quelque peu maladroitement de la guitare, comme on le voit à la fin de l'épisode 3-14, où elle s'essaie à reproduire un rap entendu un peu plus tôt dans l'histoire.
Elle est aussi fan d'un soap opera appelé Temptation lane, malgré sa banalité, parce que ce feuilleton lui rappelle un moment de son enfance où, malade, elle le regardait avec sa mère (épisode 3-18).
Beckett apprécie le vin rouge, non seulement pour des moments de complicité avec Castle ou avec sa meilleure amie Lanie Parish, mais aussi parfois pour se détendre seule chez elle. Elle préfère le rouge au blanc, même avec du saumon, ou du moins un certain vin rouge, dont elle ne précise pas le nom, qui, rappelle-t-elle à Castle, l'excite sensuellement (épisode 6-01).

## Kate Beckett et Rick Castle: "Caskett"
Beckett est une fan de longue date de l'œuvre de Richard Castle, dont elle possède tous les ouvrages chez elle ; mais elle s'en défend devant ses subordonnés et devant Castle lui-même. La lecture de ses romans l'avait même aidée autrefois à surmonter le décès de sa mère. Dans l'épisode 2-04, Beckett lit en douce le nouveau livre de Castle, qu'il lui a procuré en avant-première, bien qu'elle lui affirme ne pas avoir eu le temps de le commencer. Il est aussi probable qu'elle fréquente sous pseudonyme le site internet de l'écrivain. 

Mais malgré cette admiration pour les œuvres du romancier, Beckett est d'abord agacée par celui-ci, qui lui apparaît comme un riche play-boy, égocentré et plutôt inconséquent ne pouvant que la gêner dans son travail.
Pourtant, elle est vite charmée par l'intelligence, la fantaisie et le bon cœur de Castle, qui se révèle de plus d'une aide précieuse pour la résolution des enquêtes les plus retorses (non seulement par ses déductions brillantes, mais même par ses actions sur le terrain — parfois maladroites ou peu réglementaires, mais souvent efficaces !). Leur personnalités contrastent : Castle, désinvolte et plein d'esprit, s'enthousiasme pour toutes sortes de choses farfelues ; la rationnelle Beckett ne croit à aucune de ces choses, mais elle croit assez en Castle pour l'encourager. De sorte que la résolution des énigmes criminelles auxquelles ils sont confrontés résulte du fait que la différence apportée par chacun rehausse la compétence de l'autre. Beckett est par certains aspects une figure d'autorité pour Castle, "recadrant" quelque peu sa fantaisie (voire ses enfantillages) ; elle lui donne également à plusieurs reprises des conseils sur l'éducation de sa fille Alexis (voir par exemple les épisodes 3-19 et 3-20).

Ainsi, au cours des quatre premières saisons de la série, Beckett passe très vite de l'agacement face à la présence encombrante de Castle, à l'amusement puis à l'admiration pour ses qualités tant intellectuelles qu'humaines, et enfin à un amour dont tout montre (pour le téléspectateur) qu'il est partagé par Rick. Mais malgré cette attraction, ils sont réticents à mettre au clair leurs sentiments et surtout à agir en conséquence.

À la fin de la deuxième saison, alors que Castle est sur le point de stopper sa collaboration avec le 12th Precinct, Kate décide de lui avouer le trouble qu'elle ressent ; mais au même moment, Castle, qui pense à tort que Kate n'éprouve rien pour lui, est rejoint par son ex-femme et déclare à tous qu'ils ont décidé de partir ensemble en vacances et de redonner une chance à leur relation. Beckett, déçue, ne lui révèle rien.

Lors de la troisième saison, Kate commence une nouvelle relation amoureuse, avec le docteur Josh Davidson, un chirurgien cardiaque amateur de moto. Dans le dernier épisode (n° 24) de cette même saison, Beckett est la cible d'un sniper lors de l'enterrement du capitaine Montgomery, qui a sacrifié sa vie pour elle. Castle, effondré, lui avoue qu'il l'aime, alors que Kate est emmenée aux urgences entre la vie et la mort.

À la suite de son hospitalisation, elle rompt avec Davidson, estimant que leur relation n'est finalement pas assez profonde et n'a pas d'avenir (ép. 4-01), mais elle cache la vérité à Castle sur ses souvenirs de la fusillade, lui affirmant qu'elle est amnésique, alors qu'elle se souvient parfaitement de la déclaration d'amour de l'écrivain, mais s’avère incapable de la gérer émotionnellement (4-01) : comme elle l'explique elle-même à Castle, elle a construit un « mur »  autour d'elle pour éviter d'être brisée comme elle l'a été lorsque sa mère a été assassinée. Cette comédie de l'amnésie, découverte par hasard par Castle (4-19), rend celui-ci furieux, tandis que Kate ne s'explique pas le brutal changement d'attitude de l'écrivain à son égard (4-20). Elle avoue explicitement à sa meilleure amie Lanie qu'elle-même est folle amoureuse de Rick ; mais elle ignore si lui sait qu'elle l'est, et a peur de faire une erreur en s’engageant avec un homme déjà divorcé deux fois et qu'elle a d'abord connu comme un séducteur impénitent. C'est cette fragilité sentimentale qui est le ressort essentiel de la première moitié de la série, puisque par panique d'un nouvel abandon après la perte de sa mère, elle lui fait repousser sans cesse le moment d'admettre une bonne fois pour toutes qu'elle aime Castle, et qu'il l'aime en retour. De plus, chaque fois que l'un des deux s'apprête à passer aux aveux, il est malheureusement interrompu par un tiers ou un évènement inattendu (épisodes 2-24, 4-19, 4-20) !

Dans l'épisode 4-22, Beckett avoue à Richard qu'elle se souvient de sa déclaration à l'instant où elle avait été blessée, et elle lui annonce que le « mur » émotionnel dont elle lui avait parlé sur la balançoire dans l'épisode 4-01 est en train de tomber… Et dans l'épisode suivant, à la suite de péripéties périlleuses, Castle et Beckett finissent par se déclarer leur amour mutuel, et deviennent amants (épilogue de l'épisode 4-23).

Durant la saison 5, Kate et Rick tentent de maintenir leur relation secrète, mais elle est vite éventée. Après une année de liaison du  couple « Caskett », alors que Kate compte partir dans la capitale fédérale pour occuper un prestigieux poste d'agent spécial, Castle la demande en mariage, et elle accepte la proposition (épisodes 5-24 et 6-01) ; mais elle part néanmoins travailler à Washington, où Richard ne résiste pas longtemps à la tentation de la rejoindre. Dans le dernier épisode de la saison 6, on apprend qu'elle est en fait déjà légalement mariée depuis quinze ans avec Rogan O'Leary, un garçon qu'elle avait rencontré en première. Kate n'en avait aucun souvenir, car à l'époque, ils avaient convolé à Las Vegas, dans un état d'ébriété avancée, et avaient rompu quelques semaines plus tard ; à la fin de ce même épisode 6-23, après l'annulation rocambolesque de ce premier mariage, l'union entre Beckett et Castle, sur le point d'être célébrée, n'a finalement pas lieu, à cause de la disparition brutale et inexpliquée de l'écrivain. Il faudra attendre le sixième épisode de la saison 7 pour que le mariage tant attendu de Castle et Beckett ait enfin lieu, dans la résidence secondaire de l'écrivain, située dans Les Hamptons. Les nouveaux mariés profitent d'une enquête dans un parc d'attraction ambiance "Far-West" en Arizona pour y passer leur voyage de noces (épisode 7-07, Les Mystères de l'Ouest).

Un des lieux emblématiques de la relation de couple entre Kate Beckett et Rick Castle est une balançoire située dans un parc public de Manhattan, et où ils vivent quelques-uns des moments cruciaux de leur histoire : c'est d'abord assis sur cette balançoire qu'ils se réconcilient dans l'épisode 4-01 (ils s'y étaient installés par hasard, passant à ce moment-là près du parc dans le quartier où l'écrivain venait de faire une séance de dédicace). C'est aussi sur cette même balançoire que Kate s'assoit seule sous la pluie avant d'aller chez Castle pour lui dire qu'elle « le veut » dans le final de la saison 4. C'est ce même endroit que choisit Rick pour faire sa demande en mariage à Kate (la scène est répartie entre les épisodes 5-24 et 6-01). Ils s'y retrouveront ensuite dans l'épisode 6-22, puis pour une scène importante du 7-23.

Alors que tout se passe pour le mieux entre Kate et son mari, lors de la huitième saison, Kate Beckett disparaît subitement, traquée par d'impitoyables mercenaires à la solde d'un mystérieux « LokSat ». Retrouvée saine et sauve, mais ne voulant pas mettre en danger son mari, elle lui dissimule ce qu'elle sait de l'affaire LokSat, et le quitte en pleurant (8-02). Dans l'épisode 8-07, après qu'ils ont passé ensemble la nuit de leur anniversaire de mariage, Rick découvre par hasard dans le téléphone de Kate un message concernant le mystère LokSat. Beckett, désireuse de renouer sur de meilleures bases avec son mari, doit lui avouer la vérité sur cette affaire. Sous le choc de cette révélation, Castle en veut à son épouse de lui avoir une nouvelle fois dissimulé la vérité, mais Kate insistant et lui promettant de l'associer désormais à sa quête, les deux amoureux se réconcilieront (épisode 8-08, Mr. and Mrs. Castle). La traque de LokSat continue tout au long de cette huitième et dernière saison.

Par ellipse narrative, l'ultime séquence de la série, très brève (dernières secondes de l'épisode 8-22), montre les deux héros heureux en famille avec leurs trois jeunes enfants, sept ans après le temps principal du récit (soit vers l'année 2023 si l'on considère l'histoire comme contemporaine de sa diffusion).